# Agrotis argentina
Agrotis argentina là một loài bướm đêm trong họ Noctuidae.